# His Sister's Children
His Sister's Children és una pel·lícula muda de la Vitagraph protagonitzada per Maurice Costello i les seves filles Helene i Dolores Costello. La pel·lícula, d’una bobina (aproximadament 10 minuts), es va estrenar el 26 de setembre de 1911.

## Argument
Un matrimoni ha de marxar uns dies per negocis i telegrafien Harry, el germà d’ella, perquè vingui a casa seva a cuidar els seus dos nens petits, "Toddie" i "Budge" cosa que ell accepta de seguida. Quan arriba a la casa el surt a rebre una amiga de la família, Helen Manton, de qui ell n’està molt, i ella d’ell. Els nens el reben molt bé però, tot jugant, intercanvien unes flors dins d’una caixa que Harry vol fer arribar a Helen per una nina destrossada Quan Helen rep la caixa i veu el contingut se sent insultada i li envia una nota en aquest sentit.
L'endemà, en Harry es presenta al seu hotel per disculpar-se i demanar-li que vingui a casa de la seva germana per tal d’ajudar-la a cuidar "Toddie", que està malalt. Ella dubta, però finalment accepta anar-hi. La noia en té cura, el calma i li fa petons. Aleshores, el petit insisteix perquè Helen faci un petó a l'oncle Harry, a qui creu que tothom hauria d'estimar com ell l'estima. Harry i Helen queden sorpresos i una mica avergonyits d'aquesta petició, però, per animar el nen cedeixen. El metge i el petit "Budge" marxen de puntetes de l'habitació mentre "Toddie" cau en un son tranquil. Els dos amants resten contents abraçats l'un a l'altre.

## Repartiment
- Dolores Costello (“Budge”)
- Helene Costello (“Toodie”)
- Maurice Costello (Harry Burton)
- Rose E. Tapley (Helen Manton)
- Miss E. Dominicus (germana de Harry)
- Tefft Johnson (Marit de la germana)
- John Bunny